# Warberg
Warberg è un comune di 906 abitanti della Bassa Sassonia, in Germania.
Appartiene al circondario (Landkreis) di Helmstedt (targa HE) ed è parte della comunità amministrativa (Samtgemeinde) di Nord-Elm.

## Storia
La prima menzione del borgo di Warberg risale al 1202. Il nome Warberg, nella forma di Wereberg, è attestato già nel 1200 per una fortificazione presente, sulla quale si è sviluppato il castello presente tutt'oggi.
Il castello era fino al 1650 dominio di nobili locali per essere poi passato sotto il controllo della famiglia dei Guelfi, che regnavano a Braunschweig.
Dal 1918 il castello è proprietà statale. Nel 1936 Warberg fu oggetto di una ristrutturazione con la creazione di unità abitative e lavorate secondo i criteri del partito nazionalsocialista.

## Luoghi d'interesse
Il castello di Warberg fu costruito nel XIII secolo dopo che una più antica fortificazione, distante circa 2 km, venne distrutta nei conflitti con la città vescovile di Magdeburgo. L'antica fortezza era in forma di una Motta castrale, i cui resti sono ancora visibili.
Il nuovo castello divenne la dimora dei signori feudali di Warberg, fino a che il feudo non passo sotto il controllo di ducato di Braunschweig.
Il castello divenne nel 1918 proprietà statale e vi ebbe sede un istituto scolastico. Nel 1945 assunse ruolo di lazzaretto e dal 1948 al 1955 servì come spazio per i malati di tubercolosi dell'ospedale di Helmstedt.
Ad oggi il castello è visitabile, c'è un piccolo albergo e si tengono diversi eventi pubblici.

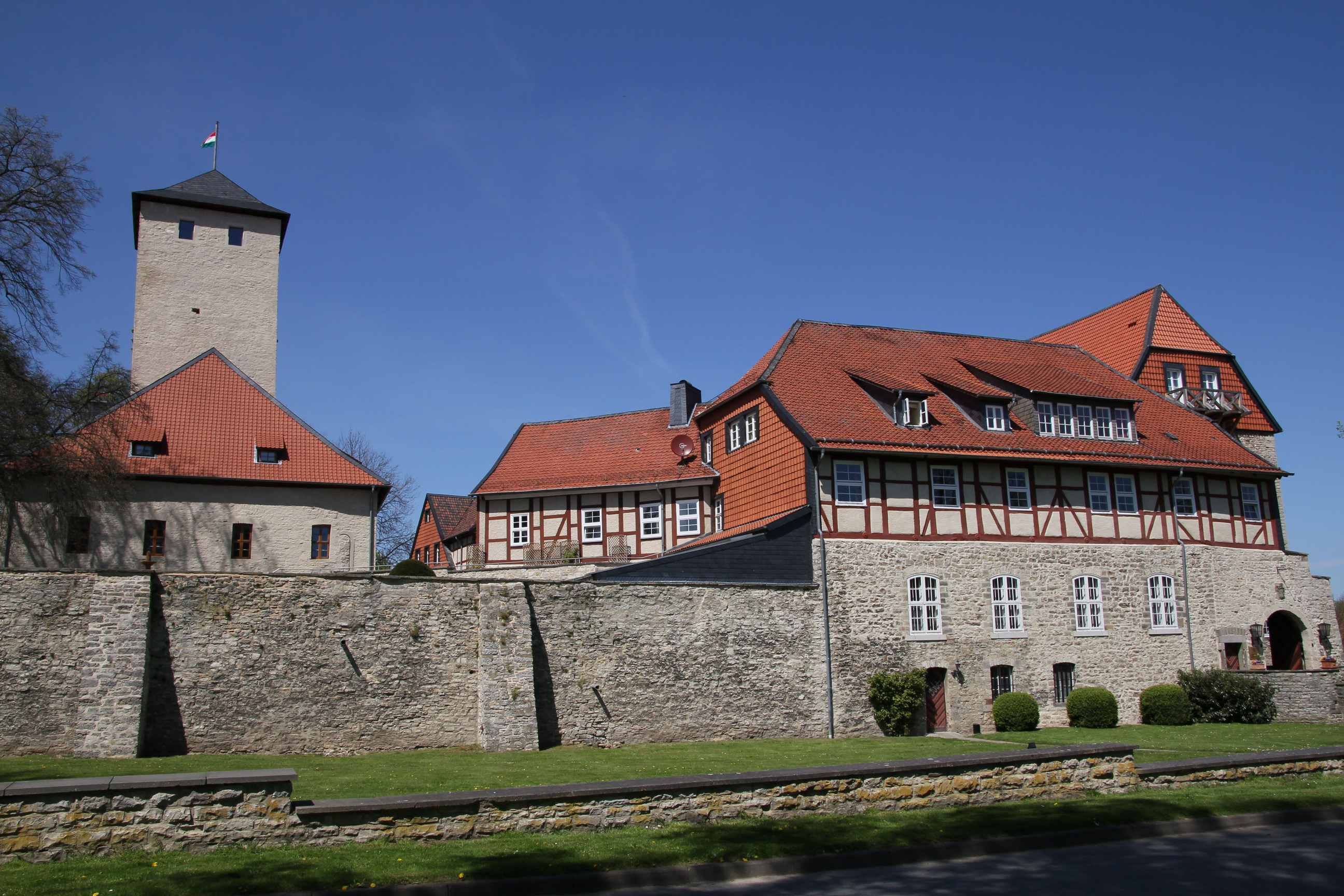
Il castello di Warberg